# Nanbu Toshinao
En aquest nom japonès, el cognom és Nanbu.
Nanbu Toshinao (南部利直, 1576-1632) va ser un samurai i dàimio de principis del període Edo de la història del Japó. Va governar el domini de Morioka.

## Biografia
Toshinao va néixer al castell Tago, a Sannohe (Aomori), sent el fill gran de Nanbu Nobunao. El 1599 va prendre el lideratge del clan i posterior a la mort de Toyotomi Hideyoshi, va afavorir les relacions del clan amb Tokugawa Ieyasu. Va tenir participació per tant a la batalla de Sekigahara de 1600 i el setge d'Osaka de 1614.